# ハインゼン
ハインゼン (ドイツ語: Heinsen) は、ドイツ連邦共和国ニーダーザクセン州ホルツミンデン郡に属す町村（以下、本項では便宜上「町」と記述する）で、ザムトゲマインデ・ボーデンヴェルダー＝ポレを構成する自治体の一つである。

## 地理

### 位置
ハインゼンは、ヴェーザー川上流沿い、ヴェーザーベルクラントの景観が美しい場所に位置している。この町の町域にあるシュトレンベルクからはヴェーザー川の蛇行がいくつも見られる。周囲にはこの他にヴァウル、ヴィルメレーダー・ベルク、ホプフェンベルク、ブルーフホルツといった小さな丘陵がある。ヴェーザーベルクラントで最も高い山であるケーターベルクは遠くなく、シュトレンから見ることができる。

### 町域の広がり
2つの狩猟地域に分けられる広大な森林がハインゼンに属している。この地域は、シュターレ、ベデクセン、ポレ、フンメルゼンに属す森が境界となっている。

### 隣接する市町村
ハインゼンは、ポレ、フンメルゼン（リュトゲ）、シュターレ、フォルスト、ベデクセン（以上、ヘクスター）と境を接する。

## 歴史
ハインゼンは、832年に「Higenhusen」として初めて文献に記録されており、後に「Heienhusen」と表記されている。土着の農民の他、水運、漁業、筏流しが、何世紀にもわたってこの町を形作ってきた。この事から、錨を描いた紋章が創られた。
1889年に射撃クラブが、1919年に体操スポーツクラブ (Tuspo) が創設された。
第二次世界大戦では、ハインゼンに小さな軍用飛行場と灯台が設けられた。
地域再編に伴い、ハインゼンは1973年1月1日にハーメルン＝ピルモント郡からホルツミンデン郡に移された。
2003年に Förderverein Personenfähre Heinsen e. V.（旅客水運振興会）が設立され、2005年に伝統的な水運が再開されている。

### 人口推移
第二次世界大戦後、ハインゼンは、他の田舎の町村と同様に、旧ドイツ東部領土からの難民を数多く受け容れねばならなかった。人口のピークは2000年頃であった。1968年から2004年の間にハインゼンの人口は 13.9 % 減少した。住民の平均年齢は41.8歳である（2003年現在）。

## 宗教
- プロテスタント＝ルター派の聖リボリウス教会

## 行政

### 議会
この町の議会は 9 議席からなる。

## 文化と見所

### 演劇
ハインゼンの2つの演劇団「ディー・ヴィッテンブルガー」と「ジムザラビム」は2004年秋から演劇の上演を行っている。
ディー・ヴィッテンブルガーは、"Arsen und Spitzenhäubchen"（『毒薬と老嬢』）、"Jerry ist tot!"（『ジェリーは死んでいる』）、"Der eingebildete Kranke"（『病は気から』）といったコメディを上演している。
ジムザラビムは子供のための芝居を上演するとともに、カーニバルやモットーイベント（ライブコンサートやレトロパーティーなど）といった文化イベントを開催してもいる。

### 博物館
郷土・水運博物館には、町の歴史、農業や手工業といった産業文化の発展、古い教会の伝統やこれと結びついた教育が展示されており、ハインゼンにとっての水運の重要性に関する展示は特別なコーナーになされている。

### 建築
リボリウス教会は1300年頃に建設された。新しい木造の塔が16世紀末に増築され、さらに20世紀に入る前に拡張された。
石灰窯は町の最も重要な建造物の一つであり、1999年から2002年に、郷土・文化協会、労働協会、ハインゼン町、郡考古協会およびホルツミンデン・ユーゲンヴェルクシュタットの協力の下、ホルツミンデンのカンペ・ギムナジウムの学生によって修復され、現在は産業文化財として保護されている。ハインゼンで焼成された石灰は、たとえば市壁などに用いられるために、この町からヴェーザー川を経由してブレーメンに運ばれた。かつてハインゼンにはもっと多くの石灰窯があったのだが、現在はもう遺っていない。
何軒かの古い木組み建築も保護文化財となっている。この他にゼフゲ家は1000年頃からハインゼンに粉挽き小屋を持っている。

### 自然文化財
「ビュルステンケンペン」方面にある「ディッケ・ブーヒェ」（直訳すると、太いブナ）は人気のハイキング地である。休憩用のベンチがブナのすぐ前にあり、小径がそこへ通っている。

### その他の見所
底なし沼: 町内の池は、伝説によれば底なしであるという。水深を測る実験は失敗に終わった。その流入口では、1950年代まで町の娘達が洗濯をしながら町の噂話を交換したり、歴史を語り継いだりしていた。
ヴェーザー川沿いには、パン焼き釜、カフェ、遊歩道がある。

### スポーツ
- TuSpo ハインゼン 1919 e.V.
- 射撃クラブ 1889 e.V. ハインゼン

### 定期行事
- 秋の舞踏会
- 王の舞踏会
- イースターの花火大会
- ドルフトゥルニーア（7月第1週末のサッカー大会）
- クリスマスマーケット

## 経済と社会資本

### 企業
Rathmann Elektrobau GmbH は1925年に板金職人モリッツ・ラートマンによってハインゼンに創設された。1952年に息子の電気技師フリードリヒ・ラートマン（2004年没）がこの企業を引き継いだ。ヴィルヘルム・ラートマンは1987年にDipl.-Ing. にこの会社を移譲し、会社経営を第三者に委ねた。この経営下で、工業上の応用による業務領域の拡大がなされ、シムライズの子会社 Tesium や OKAL Haus GmbH と密接に協力している。この中小企業は、30人の従業員を雇用している。
Dipl.-Ing. Helfried Busche Bauunternehmen GmbH は1984年に設立された。

### 交通
連邦道B83号線は、この町とホルツミンデンやボーデンヴェルダーとを結んでいる。
自転車道R99号線はハインゼンを通っており、ハインゼンを含む町の改革期に拡張がなされた。
かつての人専用のヴェーザー川の渡し船乗り場には、2005年から人と二輪車を乗せるモーター駆動式の渡し船が発着している。この渡し船の運航は4月から10月までである。

### 教育
協会の監査報告書（宗教改革に対する監査報告）には、1588年に10人の児童を擁するハイゼンのキュンスターシューレ（教会付属学校）について記録されている。1759年には64人の女子児童と75人の男子児童がこの学校に通っていた。この場所には新しい建物が建てられ、現在は町のオフィスとして用いられている。1869年には教会の向かい側に教員宿舎を有する5年生から8年生が学ぶ新しい学校が建てられた。1870年の時点で、223人の児童が学校に通っていた。1912年から1913年にかけて、ハイゼンの西の出口に新しい3つの目の学校が造られた。この学校は現在ハウプト通り8番地にあり、基礎課程学校として使われている。

## 引用
1. ↑  Landesamt für Statistik Niedersachsen, LSN-Online Regionaldatenbank, Tabelle A100001G: Fortschreibung des Bevölkerungsstandes, Stand 31. Dezember 2023